# Miss Teen USA 2019
Miss Teen EUA 2019 foi a 37° edição do concurso Miss Teen USA. Foi realizado no Grand Sierra Resort em Reno, Nevada, em 28 de abril de 2019, e foi apresentado pela Miss USA 2014 Nia Sanchez e Tim Tialdo. Hailey Colborn, de Kansas, coroou sua sucessora Kaliegh Garris, de Connecticut, no final do evento.
A competição de 2019 serviu pela segunda vez consecutiva em que o concurso foi realizado simultaneamente à competição do Miss USA. Pela primeira vez as competições preliminares e finais foram realizados no mesmo dia.

## Resultados
| Resultados Finais  | Concorrente |
| ------------------ | --- |
| Miss Teen EUA 2019 | - Connecticut - Kaliegh Garris |
| 1° Vice-Campeão    | - Dakota do Norte - Caitlyn Vogel |
| 2° Vice-Campeão    | - Nevada - Erica Yvonette Bonilla |
| 3° Vice-Campeão    | - Mississippi - Kaylee Brooke McCollum |
| 4° Vice-Campeão    | - Alabama - Kalin Burt |
| Top 15             | - Arkansas - Maggie Williams - Illinois - A'Maiya Allen - Kansas - Hannah DeBok - Maryland - Amalia Sanches - Massachusetts - Annie Lu - Nebraska - Erin Swanson - Oklahoma - Abigail Billings - Carolina do Sul - Alie Richardson - Tennessee - Bailey Guy - Wyoming - Grace Turner |

### Prêmios Especiais
| Prêmio        | Concorrente                  |
| ------------- | ---------------------------- |
| Miss Simpatia | - Minnesota - Olivia Herbert |

## Concurso

### Seleção das candidatas
51 candidatas dos 50 estados e do Distrito de Columbia foram selecionados em concursos estaduais que começaram em setembro de 2018 e terminaram em janeiro de 2019.

### Rodada preliminar
Antes da competição final, as candidatas disputaram na competição preliminar, que envolvia entrevistas particulares com os juízes em um show de apresentação em que elas competiam em roupas esportivas e trajes de gala. Foi realizado em 28 de abril de 2019 no Grand Sierra Resort em Reno-Tahoe. Pela primeira vez desde de 2017, a rodada preliminar foi transmitida ao vivo.

### Finais
Durante a competição final, as 15 finalistas competiram em roupas esportivas e trajes de gala e em uma rodada de perguntas personalizas, a vencedora foi decidida por um paínel de juízes.

### Transmissão
O concurso foi transmitido pela web nas páginas do Facebook e YouTube do Miss Teen EUA, o evento ao vivo também estão disponíveis para consoles PlayStation 4 e no Xbox Live em 41 regiões da linha de consoles Xbox One por meio do aplicativo de vídeo do Facebook, com suporte para 4K Ultra HD, Dolby Visão e HDR10 vídeo e Dolby Atmos aúdio especial.

## Candidatas
51 candidatas competiram no Miss Teen EUA 2019.
| Estado               | Concorrente            | Idade | Cidade natal     | Posição            | Notas                                                         |
| -------------------- | ---------------------- | ----- | ---------------- | ------------------ | ------------------------------------------------------------- |
| Alabama              | Kalin Burt             | 19    | Tuscaloosa       | 4° Vice-Campeão    |                                                               |
| Alasca               | Meghan Scott           | 17    | Eagle River      |                    |                                                               |
| Arizona              | Jordan Waller          | 17    | Peoria           |                    |                                                               |
| Arkansas             | Maggie Williams        | 17    | Piggott          | Top 15             |                                                               |
| Califórnia           | Alina Rae Carranza     | 18    | Woodland Hills   |                    |                                                               |
| Colorado             | Sydney Boehler         | 19    | Fort Collins     |                    |                                                               |
| Carolina do Norte    | Eliza Minor            | 15    | Charlotte        |                    |                                                               |
| Carolina do Sul      | Allie Richardson       | 18    | Lexington        | Top 15             |                                                               |
| Connecticut          | Kaliegh Garris         | 18    | New Haven        | Miss Teen EUA 2019 |                                                               |
| Delaware             | Myah Rosa-Scott        | 18    | New Castle       |                    |                                                               |
| Dakota do Norte      | Caityn Vogel           | 18    | Minot            | 1° Vice-Campeão    |                                                               |
| Dakota do Sul        | Shelby Specht          | 18    | Sioux Falls      |                    |                                                               |
| Distrito de Colúmbia | Jaclyn Davis           | 19    | Washington, D.C. |                    |                                                               |
| Flórida              | Katia Garry            | 17    | Jacksonville     |                    |                                                               |
| Geórgia              | Isabella Bleodorn      | 15    | Acworth          |                    |                                                               |
| Havaí                | Leimakamae Freitas     | 18    | Kailua           |                    |                                                               |
| Idaho                | Tess Romani            | 19    | Boise            |                    |                                                               |
| Illinois             | A'Maiya Allen          | 19    | Bolingbrook      | Top 15             |                                                               |
| Indiana              | Catelyn Combellink     | 15    | Carmel           |                    |                                                               |
| Iowa                 | Kristen Hovda          | 18    | Cedar Rapids     |                    | Irmã da Miss Iowa Teen EUA 2009 Allyson Hovda                 |
| Kansas               | Hannah DeBok           | 18    | Olathe           | Top 15             |                                                               |
| Kentucky             | Emma Johns             | 17    | Pikeville        |                    |                                                               |
| Luisiana             | Emma Brooks McAllister | 16    | Houma            |                    |                                                               |
| Maine                | Mara Carpenter         | 17    | Camden Town      |                    |                                                               |
| Maryland             | Amalia Sanches         | 18    | Bethesda         | Top 15             |                                                               |
| Massachusetts        | Annie Lu               | 18    | Cambridge        | Top 15             |                                                               |
| Michigan             | Alexis Lubecki         | 17    | Canton           |                    |                                                               |
| Minnesota            | Olivia Herbert         | 16    | Andover          |                    |                                                               |
| Mississippi          | Kaylee Brooke McCollum | 18    | Amory            | 3° Vice-Campeão    |                                                               |
| Missouri             | Abilene Lortz          | 15    | St. James        |                    |                                                               |
| Montana              | Megan Brewer           | 17    | Melstone         |                    |                                                               |
| Nebraska             | Erin Shae Swanson      | 18    | Norfolk          | Top 15             |                                                               |
| Nevada               | Erica Yvette Bonilla   | 18    | Las Vegas        | 2° Vice-Campeão    |                                                               |
| Nova Hampshire       | Jadyn McDonough        | 19    | Bedford          |                    |                                                               |
| Nova Jérsei          | Ava Tortorici          | 18    | Montclair        |                    |                                                               |
| Novo México          | Angela Nañez           | 14    | Clovis           |                    |                                                               |
| Nova Iorque          | Hailey Germano         | 18    | Smithtown        |                    |                                                               |
| Ohio                 | Isabelle Jedra         | 18    | Mansfield        |                    |                                                               |
| Oklahoma             | Abigail Billings       | 18    | Woodward         | Top 15             |                                                               |
| Oregon               | Mackenzie Peterson     | 17    | Klamath Falls    |                    |                                                               |
| Pensilvânia          | Julia Meckley          | 17    | Villanova        |                    |                                                               |
| Rhode Island         | Olivia Volpe           | 18    | Cranston         |                    |                                                               |
| Tennessee            | Bailey Guy             | 16    | Hendersonville   | Top 15             |                                                               |
| Texas                | Kennedy Edwards        | 18    | Houston          |                    | Primeira afro-americana a ter o título de Miss Texas Teen EUA |
| Utah                 | Kaylyn Slevin          | 18    | Salt Lake City   |                    |                                                               |
| Vermont              | Jenna Howlett          | 16    | Bridport         |                    |                                                               |
| Virgínia             | Morgan Duty            | 17    | Lebanon          |                    |                                                               |
| Virgínia Ocidental   | Brennah Groves         | 18    | Summersville     |                    |                                                               |
| Washington           | Lily Lloyd             | 17    | Orting           |                    |                                                               |
| Wisconsin            | Sydney Bobinski        | 17    | Mosinee          |                    |                                                               |
| Wyoming              | Grace Turner           | 18    | Jackson          | Top 15             |                                                               |

## Juízes
- MJ Acosta - Emissora esportiva.
- Kristin Collin - Empresária, executiva de música e gerente de artistas.
- Ivette Fernandez - Empresária e executiva.
- Katherine Haik - Miss Teen EUA 2015 da Luisiana.
- Shannon Keel - Gerente geral do Grand Sierra Resort.
- Kristen Remington - Âncora, ex-Miss Nevada Teen EUA.